# Maarten de Jonge
Pour les articles homonymes, voir de Jonge.
Maarten de Jonge, né le 9 mars 1985 à Oldenzaal, est un coureur cycliste néerlandais.

## Biographie
Il met un terme à sa carrière cycliste à l'issue de la saison 2020. 

## Palmarès et résultats

### Palmarès par année
- 2008
  - Romsée-Stavelot-Romsée
  - 4e étape du Tour de la province de Luxembourg
  - 1re étape des Trois Jours de Cherbourg
  - 3e étape du Tour de Moselle
  - 2e du championnat des Pays-Bas des élites sans contrat
  - 3e du Triptyque ardennais
  - 3e de l'Internationale Wielertrofee Jong Maar Moedig
- 2009
  - 2e du Triptyque ardennais
  - 2e du Tour des Pyrénées
- 2010
  - Tour du Limbourg
  - 3e de la Flèche du Sud
- 2011
  - 1re étape du Czech Cycling Tour (contre-la-montre par équipes)
- 2014
  - 4e étape du Tour de Thaïlande
- 2016
  - 2e du Tour du lac Poyang
- 2018
  - Tour du lac Poyang :
    - Classement général
    - 8e étape (contre-la-montre par équipes)

### Classements mondiaux
| Année           | 2006 | 2007 | 2008 | 2009 | 2010 | 2011 | 2012 | 2013 | 2014 | 2015 | 2016 | 2017   | 2018   |
| --------------- | ---- | ---- | ---- | ---- | ---- | ---- | ---- | ---- | ---- | ---- | ---- | ------ | ------ |
| UCI Africa Tour |      |      |      |      |      |      |      |      |      | 184e |      |        |        |
| UCI Asia Tour   |      |      |      |      | 301e |      |      |      | 312e |      |      | 599e   | 401e   |
| UCI Europe Tour | 897e |      | 496e | 342e | 638e | 854e | 662e |      |      |      |      | 1 489e | 1 232e |